# Hielo rojo
Hielo rojo es el tercer disco de estudio de Tino Casal. Publicado por el ello Emi-Odeon en 1984 se trata de un álbum cuyas canciones son más rítmicas que sus antecesoras, con un estilo próximo al techno pop, y letras más personales.

## Producción
Después de la publicación de Etiqueta negra (1983), Hielo Rojo es un álbum que tuvo más éxito comercial que su predecesor. A ello contribuyó que la canción «Pánico en el Edén» se convirtiera en sintonía oficial de la Vuelta Ciclista a España. Esto animó a EMI a editar una segunda versión del disco, en formato de doble LP, cuyo segundo disco contenía todas las versiones maxi que aparecieron.

"A mí me llamaban el especialista de las sintonías de la Vuelta Ciclista. (...) No estaba muy conforme con esa perspectiva, pero la compañía me convenció para grabar un tema que sirviera para la Vuelta Ciclista. El tema es un ejercicio maravilloso del primer gran “sampler” de la música, el famoso Fairlight CMI. Al principio, sólo lo tenía de Jose María Mainat de La Trinca. Y él mismo nos ayudó mucho en este tema. Es impresionante como una pianola, en graves, se convertía en un sonido sensacional. También descubrimos que Paco Palacios, simplemente, era un sensacional guitarrista."
Julián Ruiz (2011) 

El disco se reeditó en CD en 2003 junto a Neocasal y Etiqueta negra y en 2011 junto a todos los discos de estudio producidos y publicados por Tino Casal.

## Lista de canciones
| N.º | Título                   | Escritor(es) | Duración |  |
| 1.  | «Teatro de la oscuridad» | Tino Casal   | 4:30     |  |
| 2.  | «Muñecas»                | Casal        | 4:02     |  |
| 3.  | «Loco suicida»           | Casal        | 4:00     |  |
| 4.  | «Hielo rojo»             | Casal        | 5:05     |  |
| 5.  | «Flash de cámara»        | Casal        | 3:12     |  |
| 6.  | «Pánico en el Edén»      | Casal        | 4:24     |  |
| 7.  | «Mañana»                 | Casal        | 5:34     |  |
| 8.  | «Bailar hasta morir»     | Casal        | 4:50     |  |
| 9.  | «Miel en la nevera»      | Casal        | 5:54     |  |

Maxisencillos
| N.º | Título                   | Escritor(es) | Duración |  |
| 1.  | «Teatro de la oscuridad» | Casal        | 6:16     |  |
| 2.  | «Muñecas»                | Casal        | 5:17     |  |
| 3.  | «Loco suicida»           | Casal        | 5:03     |  |
| 4.  | «Más Pánico en el Edén»  | Casal        | 6:27     |  |
| 5.  | «Bailar hasta morir»     | Casal        | 4:50     |  |

## Personal
- Tino Casal - Composición, voces y coros
- Manolo Aguilar - Bajo
- Luis Fernández Soria - Ingeniero
- Paco Palacios - Guitarras
- Javier Losada - Teclados y Fairlight
- Javier De Juan - Percusión
- Julián Ruiz - Productor
- Jose M. Mainat - Programación